# ケトチフェン
ケトチフェン（Ketotifen）は第二世代の非競合的H1ヒスタミン受容体遮断薬で肥満細胞安定化薬である。商品名ザジテン。通常フマル酸塩が用いられる。皮膚や眼のアレルギー症状やアレルギー性鼻炎に用いられる。一般用医薬品の第2類医薬品でもある。

## 効能・効果
カプセル、シロップ、ドライシロップ
気管支喘息（有効率：63.6%）、アレルギー性鼻炎（64.1%）、皮膚アレルギー症状（蕁麻疹、湿疹・皮膚炎、皮膚瘙痒症）（71.9%）（添付文書の数値を集計）
点眼液
アレルギー性結膜炎（有効率：69.1%）
点鼻液
アレルギー性鼻炎（有効率：60.1%）
ケトチフェンは点眼液として用いると季節性アレルギーに関する目の痒みおよび／または刺激感を和らげる。点眼直後から効果が現れる。
小児では中枢神経症状が現れやすいが、3歳以下の患児で研究された事がない。血中半減期は12時間であり、1日2回の服用が必要である（点耳薬と点鼻薬では1日4回）。
抗ヒスタミン作用の他に、ロイコトリエン阻害効果とホスホジエステラーゼ阻害効果を持つ。
ケトチフェンが過敏性腸症候群の症状緩和に有効であったとの研究がある。

## 禁忌
経口薬の場合は、痙攣閾値を下げるので、てんかんまたはその既往がある患者には禁忌とされる。

## 副作用
重大な副作用として、経口薬の添付文書には痙攣、興奮、肝機能障害、黄疸が挙げられている。
副作用発現率と主な副作用は、
- カプセル：5.4%（眠気（4.4%）、倦怠感（0.3%）、口渇（0.1%）、悪心（0.1%）等）、
- シロップ・ドライシロップ：1.2%（眠気(0.8%)等）、
- 点眼液：3.4%（眼刺激（2.6%）、眼瞼炎（0.3%）、眠気（0.3%）等）、
- 点鼻液：1.5%（眠気（1.0%）、鼻乾燥感（0.2%)、鼻刺激感（0.2%）等）

である。